# Rhagium sinense
Rhagium sinense là một loài bọ cánh cứng trong họ Cerambycidae.